# Turgan, Foy et Cie
Turgan, Foy et Cie war ein französischer Hersteller von Automobilen, Lastkraftwagen und Omnibussen.

## Unternehmensgeschichte

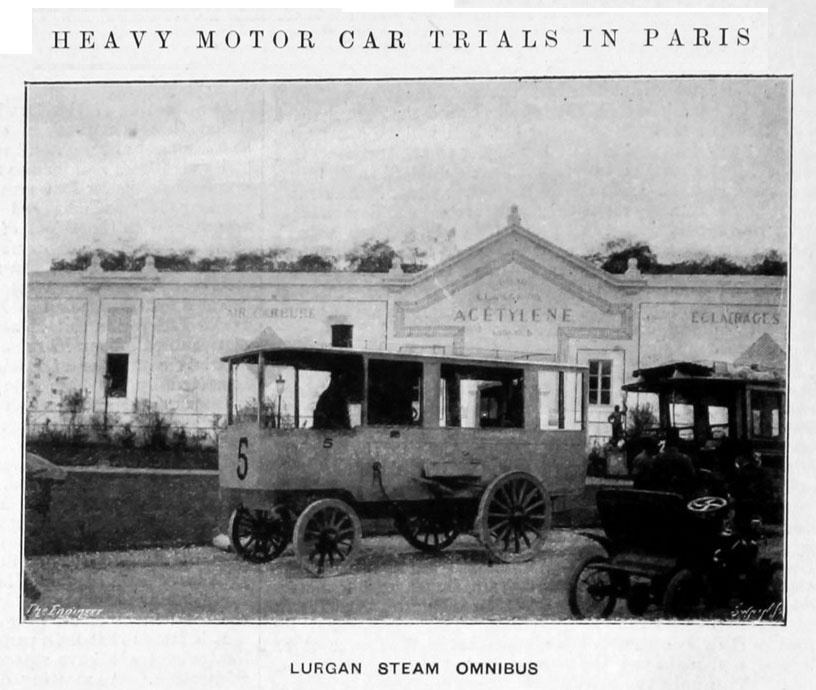
Turgan Dampfomnibus (1900).

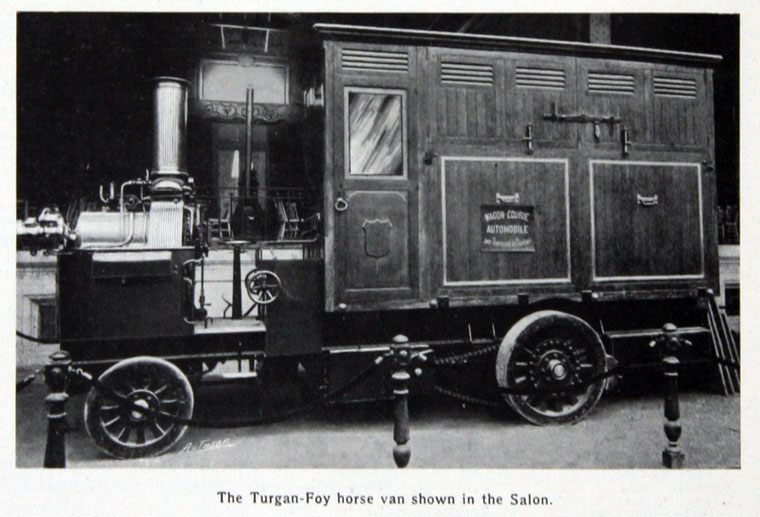
Turgan Dampflastkraftwagen als Pferdetransporter (1903).

Das Unternehmen aus Levallois-Perret begann 1899 mit der Produktion von Automobilen. Der Markenname lautete Turgan-Foy für die Personenwagen und Turgan für die Nutzfahrzeuge; letzterer setzte sich später allgemein durch. 1906 endete die Automobil- und 1907 die Nutzfahrzeugproduktion.

## Automobile
Die ersten Modelle waren mit Einbaumotoren von Filtz ausgestattet. Das erste Modell von 1899 hatte einen liegenden Zweizylindermotor mit 3 PS und kostete 4.000 francs. Später stieg die Motorleistung auf 4,5 PS, 6 PS und 8 PS. Diese Zweizylinder waren eigenwillige Konstruktionen mit liegenden Kolben, von denen jeder eine eigene, vertikale Kurbelwelle antrieb. An jeder Kurbelwelle war am unteren Ende ein Schwungrad angebracht, das demnach liegend positioniert war. Die Kraft wurde mittels Riemen auf ein Vierganggetriebe übertragen und von dort, je nach Fahrzeugmodell, mit einer oder zwei Ketten an die Hinterachse weitergegeben.
1902 erschienen neue Modelle mit Vierzylindermotoren und Kardanantrieb. Die Motoren leisteten wahlweise 16 PS oder 24 PS. 1905 ergänzte ein Rennwagen mit 60 PS und Kettenantrieb das Sortiment; möglicherweise ergänzt durch eine Version des 24 PS mit Kettenantrieb.

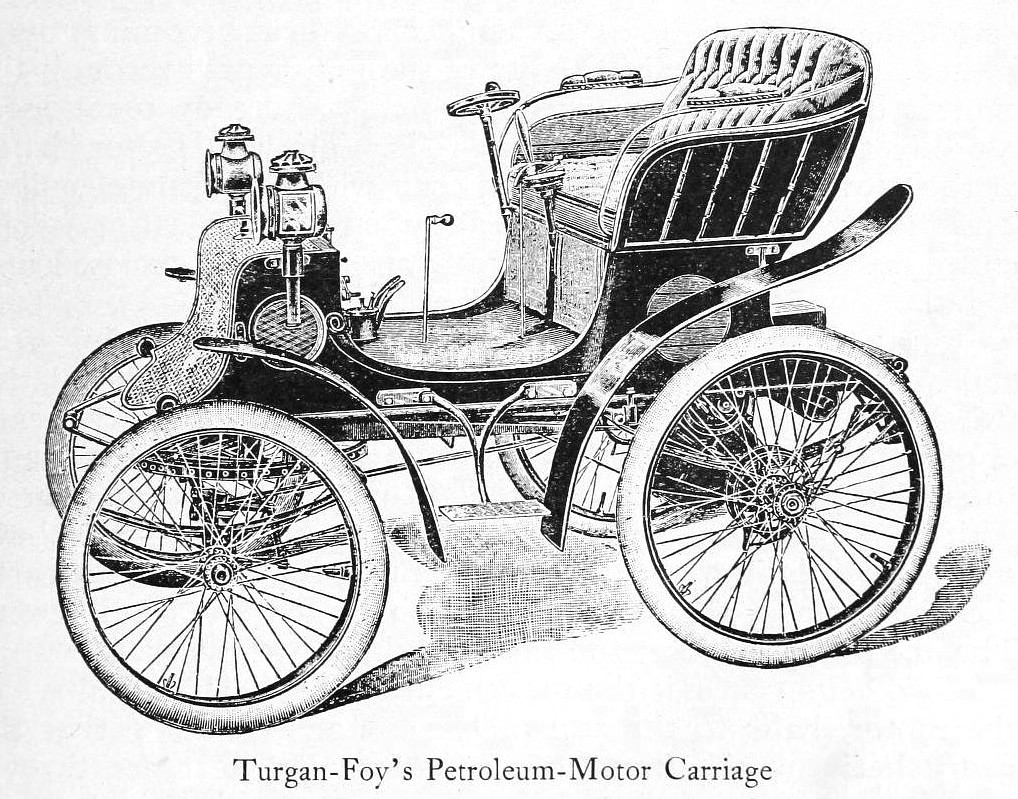
Turgan-Foy 3 CV (1899)
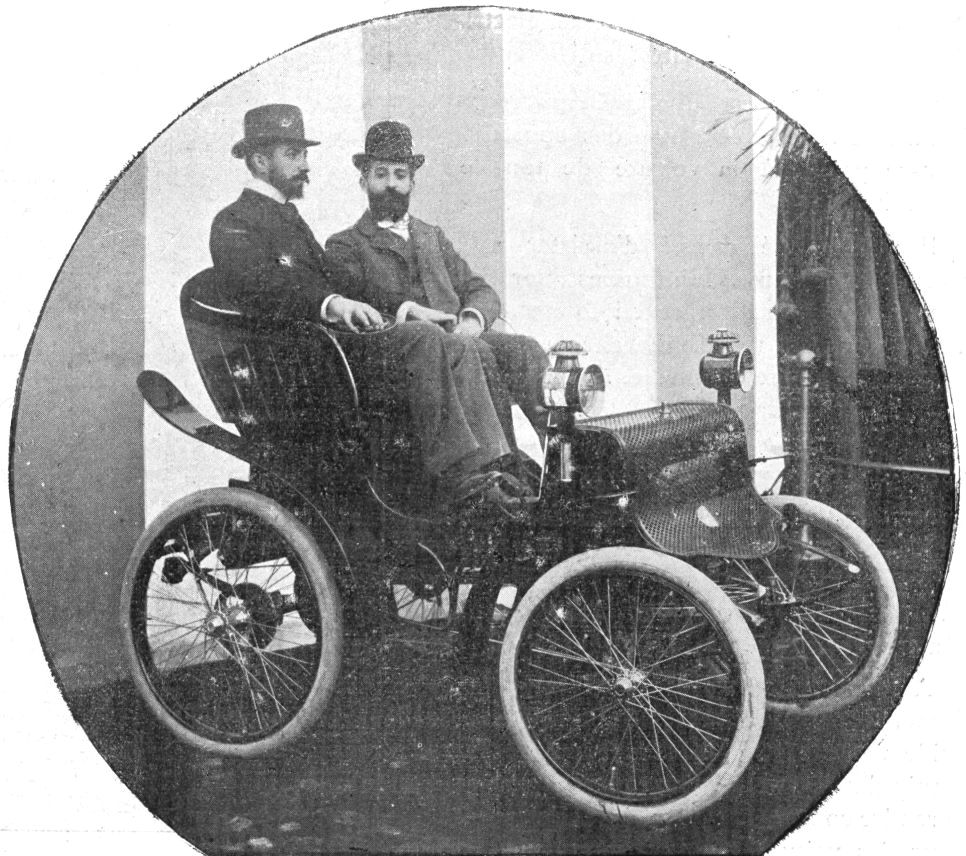
Turgan-Foy 3 CV (1899)

## Nutzfahrzeuge

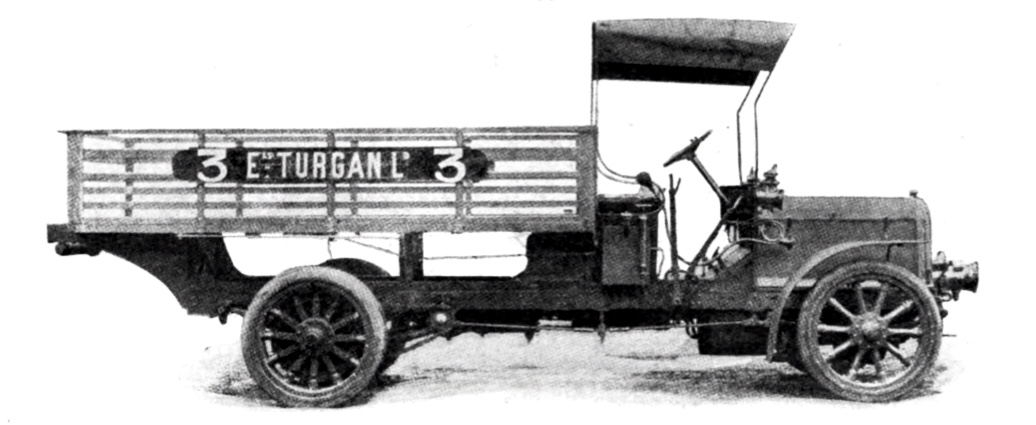
Turgan 2,9 t 1907

Die Produktion von Nutzfahrzeugen fast gleichzeitig mit der Automobilherstellung aufgenommen; sie bekam sehr bald eine größere Bedeutung als die Automobilherstellung. 1900 wurde ein Dampf-Doppeldeckerbus vorgestellt, und im Oktober des gleichen Jahres nahm ein kleinerer Turgan-Dampfomnibus an einem Wettbewerb für Nutzfahrzeuge in Paris teil. 1905 bestand das Programm aus je einem Dampf-Lastkraftwagen mit 3 respektive 6 long tons Nutzlast. Diese Fahrzeuge hatten einen mit Kohle befeuerten Heizkessel im Bug und je eine Verbunddampfmaschine für jedes Hinterrad; letztere waren unter dem Fahrersitz angebracht und übertrugen die Kraft mittels langer Ketten. Ab 1905 verfügten Lastkraftwagen und Omnibusse wahlweise über Benzin- oder Dampfmotoren, als ein Nutzfahrzeug-Fahrgestell mit einem 24 PS Vierzylindermotor für beide Anwendungen aufgenommen wurde. Ein Lastwagen hat an der Prüfungsfahrt von 1905 teilgenommen. Dieses Fahrzeug war mit einem Vierzylindermotor mit 4942 cm³ Hubraum mit 110 mm Bohrung und 130 mm Hub ausgestattet. Die Motorleistung lag bei 22 PS bei 800/min. Die Geschwindigkeit wurde über ein Pedal auf folgende Geschwindigkeiten geregelt: 2 km/h, 6 km/h,  10 km/h oder 14 km/h. Der Radstand betrug 3800 mm und die Spurweite 1500 mm. Das Leergewicht betrug 3200 kg und die Zuladung 2406 kg, somit 5606 kg zulässiges Gesamtgewicht.  Die Antriebskraft wurde über Ketten an die Hinterachse übertragen. Die Bereifung vorn hatte einen Durchmesser von 900 mm und hinten von 1000 mm. Mindestens ein Turgan-Doppeldeckerbus wurde hergestellt. Er wurde in London im Liniendienst eingesetzt. Ein Vierzylindermotor hatte 6785 cm³ Hubraum mit 120 mm Bohrung und 150 mm Hub. Der Motor leistete 40 bis 50 PS. Als letztes Modell erschien 1907 ein Frontlenker mit 20 PS Vierzylindermotor und Doppelketten zur Hinterachse.
Daneben fertigte Turgan, Foy et Cie einige Trains Renard für die Société française des Trains Renard. Dies war eine Mischform aus einem Road Train mit mehreren Anhängern und einem Gelenkfahrzeug. Jedes der angehängten zwei- oder dreiachsigen Transportelemente hatte eine vom Zugfahrzeug aus angetriebene Achse und wurde mittels Gestänge mitgelenkt. Neben Turgan, das wahrscheinlich die dampfbetriebene Version des Train Renard herstellte, sind Fahrzeuge von Darracq und British Daimler mit Benzinmotoren bekannt.

## Tram

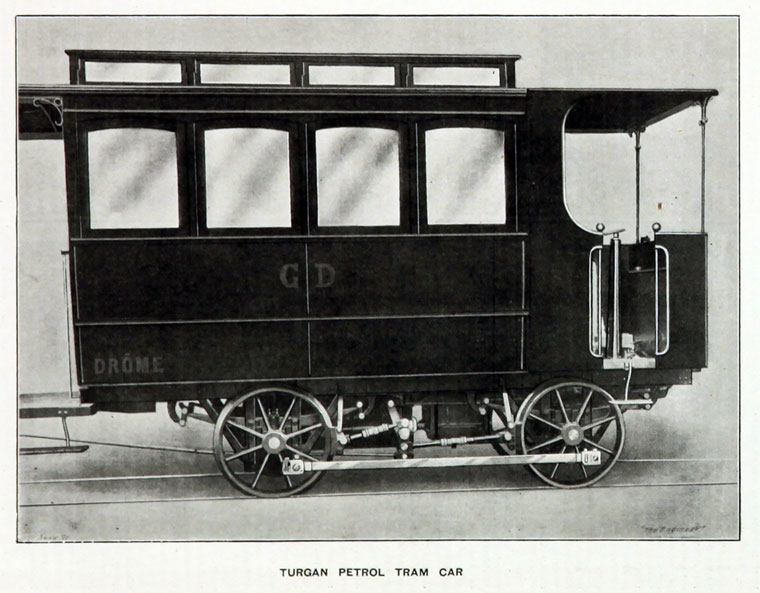
Tram Turgan mit Erdölmotor (1904).

Turgan, Foy et Cie baute mindestens ein Tram, von dem bekannt ist, dass es von einem Erdölmotor angetrieben wurde.

## Vertrieb in Italien
OTAV aus Turin vertrieb ab 1905 Straßenfahrzeuge von Turgan Foy in Italien.